# Stegania xanthinaria
Stegania xanthinaria là một loài bướm đêm trong họ Geometridae.